# Limba harappă
Limba harappă este limba sau limbile necunoscute care erau vorbite de Civilizația de pe Valea Indului (cunoscută și ca civilizația harappa, civilizația harappă, sau abreviată CVI) din Epoca Bronzului (mileniul II î.Hr.). Din moment ce limba e neatestată în orice sursă contemporană lizibilă, ipotezele cu privire la natura sa sunt reduse la pretinse împrumuturi și influențe de substraturi, în special substratul în sanscrita vedică și câțiva termeni înregistrați în cuneiforme sumeriene (cum ar fi Meluhha), coroborate cu analize ale scrierii harappe, care e nedescifrată.
Există o mână de posibile cuvinte împrumutate din limba civilizației de pe Valea Indului. Cuvântul sumerian Meluhha poate să derive dintr-un termen nativ pentru civilizația de pe Valea Indului, reflectat și în cuvântul sanscrit mleccha care înseamnă străin, iar Witzel (2000) sugerează în plus că termenul sumerian GIŠšimmar (un tip de copac) poate să fie asociat cu cuvintele rigvedice śimbala și śalmali (de asemenea, nume de copaci). 

## Identificare
Există o serie de ipoteze legate de natura limbi harappe necunoscute:
- o ipoteză o plasează în vecinătatea familiei dravidiene, poate identică cu limba protodravidiană însăși. Propusă de Henry Heras în anii 1950,[2] ipoteza a câștigat plauzibilitate și e susținută de Kamil Zvelebil, Asko Parpola și Iravatham Mahadevan.[3][4]
- Michael Witzel, ca alternativă, sugerează o limbă de bază, de prefixare, asemănătiare cu cele austro-asiatice, în special limba khasi; el numește limba harappă „para-munda” (adică o limbă legată de subgrupul munda sau alte limbi austroasiatice, dar care nu descinde strict din ultimul predecesor comun al familiei contemporane munda). Witzel susține că Rigveda prezintă semne ale acestei influențe ipotetice harappe la cel mai vechi nivel istoric și dravidian doar la nivelurile ulterioare, sugerând că vorbitorii austro-asiatici au fost locuitorii originari ai Punjabului și că indo-arienii s-au întâlnit cu vorbitorii dravidieni doar în perioadele ulterioare.[5][6]
- un „filum pierdut”, adică un limbaj fără continuatori vii (sau poate un ultim reflex viu în limba moribundă nihali). În acest caz, singura urmă lăsată de limba civilizației de pe Valea Indului ar fi influența substratului istoric, în special substratul în sanscrita vedică.

Ipoteze care au obținut o acceptare academică mai puțin generală includ:
- o limbă indo-europeană, apropiată sau identică cu proto-indo-iraniana: sugerată de arheologul Shikaripura Ranganatha Rao.[7]
- o limbă semitică: Malati Shendge (1997) a identificat cultura harappă cu un imperiu „Asura”, iar acești Asura mai departe cu asirienii.[8]

### Limbi multiple
Scrierea harappă indică faptul că a fost folosită ca să scrie o singură limbă (dacă nu deloc). Dar este foarte posibil ca mai multe limbi să fi fost vorbite în CVI, similar cu modul în care sumeriana și akkadiana au coexistat în Mesopotamia timp de secole. Jane R. McIntosh sugerează o astfel de posibilitate: Para-Munda a fost inițial limba principală a civilizației, în special în regiunea Punjab. Mai târziu, imigranții proto-dravidieni și-au introdus limba în zonă în mileniul V î.Hr.. Limba dravidiană a fost vorbită de noii coloniști din câmpiile sudice, în timp ce para-munda a rămas limba principală a celor din Punjab.